# Metropolia Nagasaki
Metropolia Nagasaki – jedna z trzech metropolii Kościoła rzymskokatolickiego w Japonii. Powstała 4 maja 1959 roku. Składa się z jednej archidiecezji i czterech diecezji. Najważniejszą świątynią jest Katedra Urakami w Nagasaki. Od grudnia 2021 roku godność metropolity sprawuje abp Peter Michiaki Nakamura. 

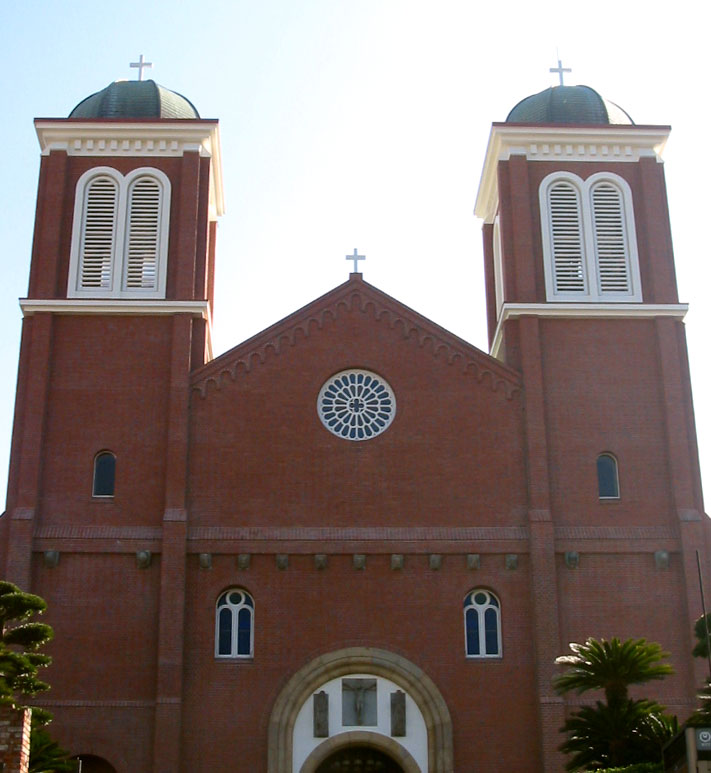
Katedra Urakami w Nagasaki